# Jesús de Nazareno
Jesús de Nazareno är en ort i Mexiko.   Den ligger i kommunen Angangueo och delstaten Michoacán de Ocampo, i den södra delen av landet, 130 km väster om huvudstaden Mexico City. Jesús de Nazareno ligger 2 366 meter över havet och antalet invånare är 667.
Terrängen runt Jesús de Nazareno är huvudsakligen kuperad, men österut är den bergig. Runt Jesús de Nazareno är det ganska tätbefolkat, med 222 invånare per kvadratkilometer. Närmaste större samhälle är Mineral de Angangueo, 4,6 km öster om Jesús de Nazareno. I omgivningarna runt Jesús de Nazareno växer i huvudsak blandskog.